# Geoffrey Kamworor
Geoffrey Kipsang Kamworor (Eldoret, 22 november 1992) is een Keniaans atleet, die gespecialiseerd in de lange afstand. Hij werd wereldkampioen bij het veldlopen en driemaal op de halve marathon. Bovendien was hij van september 2019 tot december 2020 de wereldrecordhouder op de halve marathon. Hij won ook verschillende nationale titels. Op de marathon waren zijn belangrijkste prestaties zijn zeges in de marathon van New York in 2017 en 2019. Ook nam hij eenmaal deel aan de Olympische Spelen, maar won bij die gelegenheid geen medailles. Kamworor maakt deel uit van het NN Running Team.

## Biografie

### Wereldkampioen veldlopen U20
De eerste keer dat Kamworor in het buitenland zijn opwachting maakte was in Finland in 2010, waar hij met 3.48,15 op de 1500 m en 7.54,15 op de 3000 m een tweetal baanrecords vestigde. Een jaar later, na eerst bij de Keniaanse veldloopkampioenschappen bij de junioren vierde te zijn geworden, wat voldoende was voor uitzending naar de wereldkampioenschappen veldlopen in het Spaanse Punta Umbría, verraste hij daar vriend en vijand door direct na de start de leiding te nemen en deze niet meer af te staan. En zo veroverde hij op imponerende wijze zijn eerste grote internationale titel: wereldkampioen veldlopen U20. Verder won hij dat jaar de halve marathon van Berlijn en de halve marathon van Lille.

### Marathondebuut in Berlijn
In 2012 was Kamworor in Nederland, waar hij deelnam aan de City-pier-City loop. Hierin werd hij vierde. In eigen land werd hij voor de eerste keer nationaal kampioen op de 5000 m. Dat jaar debuteerde hij ook zeer verdienstelijk op de marathon door in Berlijn in 2:06.12 derde te worden achter zijn landgenoten Geoffrey Mutai (winnaar in 2:04.15) en Dennis Kimetto (tweede in 2:04.16).
Kamworor won in 2013 de halve marathon van Ras al-Khaimah in een tijd van 58.54, een parcoursrecord. Later dat jaar was hij wederom in Nederland te bewonderen, dit keer tijdens de marathon van Rotterdam, waar hij vierde werd. Dat jaar won hij ook de halve marathon van Bogota en behaalde hij bij de marathon van Berlijn opnieuw het brons.

### Twee wereldtitels bij de senioren
Zijn eerste grote internationale succes bij de senioren behaalde Kamworor in 2014. In het Deense Kopenhagen werd hij wereldkampioen op de halve marathon, een jaar later gevolgd door de wereldtitel bij het veldlopen. In 2015 werd hij ook voor de tweede maal nationaal kampioen op de 5000 m. Bovendien behaalde hij een zilveren medaille op de 10.000 m tijdens de wereldkampioenschappen in Peking. Met een tijd van 27.01,76 eindigde hij nipt achter Mo Farah, die de wedstrijd won in 27.01,13. In november 2015 werd hij tweede in de marathon van New York.

### Wereldtitel tweemaal geprolongeerd
In 2016 werd Kamworor opnieuw wereldkampioen halve marathon in een, zeker gezien de zware omstandigheden, uitstekende tijd van 59.10. Opmerkelijk was dat hij bij de start viel en de achterstand wist in te lopen. Later dat jaar won hij de Keniaanse kampioenschappen veldlopen. Op de Olympische Spelen in Rio de Janeiro stelde hij met een elfde plaats op de 10.000 m echter teleur.
Een jaar later was zijn voornaamste wapenfeit zijn overwinning in de marathon van New York. Hij finishte in 2:10.53 en wist daarbij zijn landgenoot Wilson Kipsang een luttele drie seconden voor te blijven. Eerder was Kamworor bij de WK in Londen op de 10.000 met 26.57,77 weliswaar tot een betere tijd gekomen dan twee jaar eerder in Peking, maar ditmaal kwam hij er niet verder mee dan de zesde plaats, zo'n seconde of acht achter winnaar Mo Farah, die nu 26.49,57 als winnende tijd voor zich liet klokken.
In 2018 bewees Kamworor dat hij onbetwist de sterkste atleet is op de halve marathon door in Valencia voor de derde keer op rij de wereldtitel op deze afstand te veroveren. Later dat jaar werd hij in de marathon van New York derde achter de Ethiopiërs Lelisa Desisa en Shura Kitata. Met zijn 2:06.26 bleef hij slechts veertien seconden verwijderd van zijn PR-prestatie uit 2012.

## Titels
- Wereldkampioen veldlopen - 2015, 2017
- Wereldkampioen halve marathon - 2014, 2016, 2018
- Keniaans kampioen 5000 m - 2012, 2015
- Keniaans kampioen 10.000 m - 2019
- Keniaans kampioen veldlopen - 2016
- Wereldkampioen veldlopen U20 - 2011

## Persoonlijke records
Baan
| Onderdeel | Prestatie | Datum       | Plaats |
| --------- | --------- | ----------- | ------ |
| 1500 m    | 3.40,7    | 9 mei 2015  | Kisii  |
| 3000 m    | 7.51,55   | 27 mei 2017 | Eugene |
| 5000 m    | 12.59,98  | 28 mei 2016 | Eugene |
| 10.000 m  | 26.52,65  | 29 mei 2015 | Eugene |

Weg
| Onderdeel      | Prestatie     | Datum             | Plaats         |
| -------------- | ------------- | ----------------- | -------------- |
| 10 km          | 27.44         | 18 mei 2014       | Bangalore      |
| 15 km          | 41.41         | 26 maart 2016     | Cardiff        |
| 20 km          | 56.02         | 15 februari 2013  | Ras al-Khaimah |
| halve marathon | 58.01 (ex-WR) | 15 september 2019 | Kopenhagen     |
| 25 km          | 1:12.54       | 23 april 2023     | Londen         |
| 30 km          | 1:27.23       | 23 april 2023     | Londen         |
| marathon       | 2:04.23       | 23 april 2023     | Londen         |

## Palmares

### 3000 m
- 2010:  Eurajoki Games - 7.54,15
- 2010:  Kuortane Games - 7.59,98
- 2010:  Vattenfall Lappeenranta Games - 7.59,57
- 2010: 4e Malmö GP - 8.04,35

### 5000 m
- 2010:  Pohjantähti Games in Pudasjärvi - 13.43,26
- 2010:  Juhannuskisat in Saarijärvi - 13.51,96
- 2010:  Savo Games in Lapinlahti - 13.42,01
- 2010:  Paavo Nurmi Games in Turku - 13.42,56
- 2012:  Keniaanse kamp. in Nairobi - 13.31,3
- 2015:  Keniaanse kamp. in Nairobi - 13.14,7
- 2016:  Prefontaine Classic – 12.59,98

### 10.000 m
- 2015:  Prefontaine Classic - 26.52,65
- 2015:  Keniaanse WK Trials - 27.11,89
- 2015:  WK - 27.01,76
- 2016: 11e OS - 27.31,94
- 2017: 6e WK - 26.57,77

### 10 km
- 2012:  TCS World in Bangalore - 28.00
- 2014:  TCS World in Banglore - 27.4

### halve marathon
- 2011:  halve marathon van Berlijn - 1:00.38
- 2011:  halve marathon van Lille - 1:00.02
- 2011:  halve marathon van New Delhi - 59.31
- 2012: 4e City Pier City Loop - 59.26
- 2013:  halve marathon van Ras al-Khaimah - 58.54
- 2013:  halve marathon van Bogota - 1:03.46
- 2013:  halve marathon van New Delhi - 59.30
- 2014:  WK - 59.08
- 2014:  halve marathon van Ceske Budejovice - 1:00.09
- 2014:  halve marathon van Bogota - 1:03.18
- 2014:  halve marathon van New Delhi - 59.07
- 2016:  WK - 59.10
- 2018:  WK - 1:00.02
- 2019:  halve marathon van Kopenhagen - 58.01 (WR)

### marathon
- 2012:  marathon van Berlijn - 2:06.12
- 2013: 4e marathon van Rotterdam - 2:09.11,9
- 2013:  marathon van Berlijn - 2:06.26
- 2014: 6e marathon van Tokio - 2:07.37
- 2014: 4e marathon van Berlijn - 2:06.39
- 2015:  marathon van New York - 2:10.48
- 2017:  marathon van New York - 2:10.53
- 2018:  marathon van New York - 2:06.26
- 2019:  marathon van New York - 2:08.13
- 2022: 5e Eugene marathon - 2:07.14
- 2023:  marathon van Londen - 2:04.23
- 2025:  marathon van Rotterdam - 2:04.34

### veldlopen
- 2011:  Keniaanse kamp. in Eldoret - 36.14,4
- 2011:  WK U20 in Punta Umbria - 22.21
- 2015:  Keniaanse kamp. in Nairobi - 35.19
- 2015:  WK in Guiyang - 34.52
- 2016:  Keniaanse kamp. in Nairobi - 28.20
- 2017:  WK in Kampala - 28.24
- 2019:  WK in Aarhus - 31.55 ( in het landenklassement)
- 2023: 4e WK in Bathurst - 29.37 ( in het landenklassement)

2000 Paul Tergat ·
2001 Haile Gebrselassie ·
2002 Paul Malakwen Kosgei ·
2003 Martin Lel ·
2004 Paul Kirui ·
2005 Fabiano Joseph Naasi ·
2006 Zersenay Tadese ·
2007 Zersenay Tadese ·
2008 Zersenay Tadese ·
2009 Zersenay Tadese · 
2010 Wilson Kiprop ·
2012 Zersenay Tadese ·
2014 Geoffrey Kamworor ·
2016 Geoffrey Kamworor ·
2018 Geoffrey Kamworor